# Cavallerleone
Cavallerleone (piemontesisch Cavalion) ist eine Gemeinde in der italienischen Provinz Cuneo (CN), Region Piemont.

## Lage und Einwohner
Die Gemeinde Cavallerleone liegt 46 km nördlich von der Provinzhauptstadt Cuneo entfernt in der flachen Schwemmebene des Po, auf einer  Höhe zwischen 260 und 279 m über dem Meeresspiegel. Der Fluss Maira, der durch den Ort fließt, mündet kurz danach in den Po. Das Gemeindegebiet umfasst eine Fläche von 16,44 km² und hat 673 Einwohner (Stand 31. Dezember 2023). Zur Gemeinde gehören auch die zwei Fraktionen (Frazioni) Cascinassa und Pedaggera.
Die Nachbargemeinden sind Cavallermaggiore, Murello, Racconigi und Ruffia.

## Geschichte

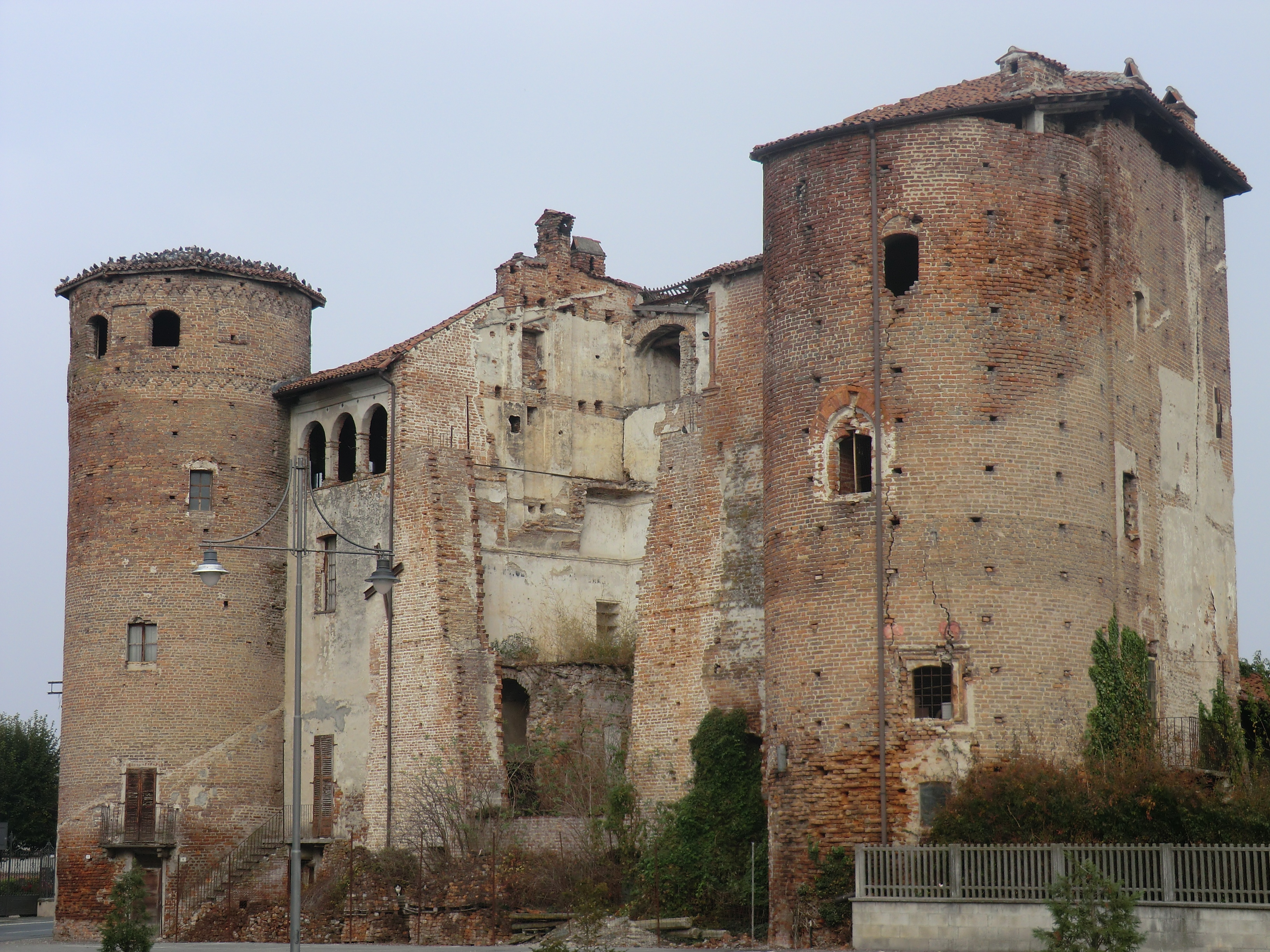
Das Schloss

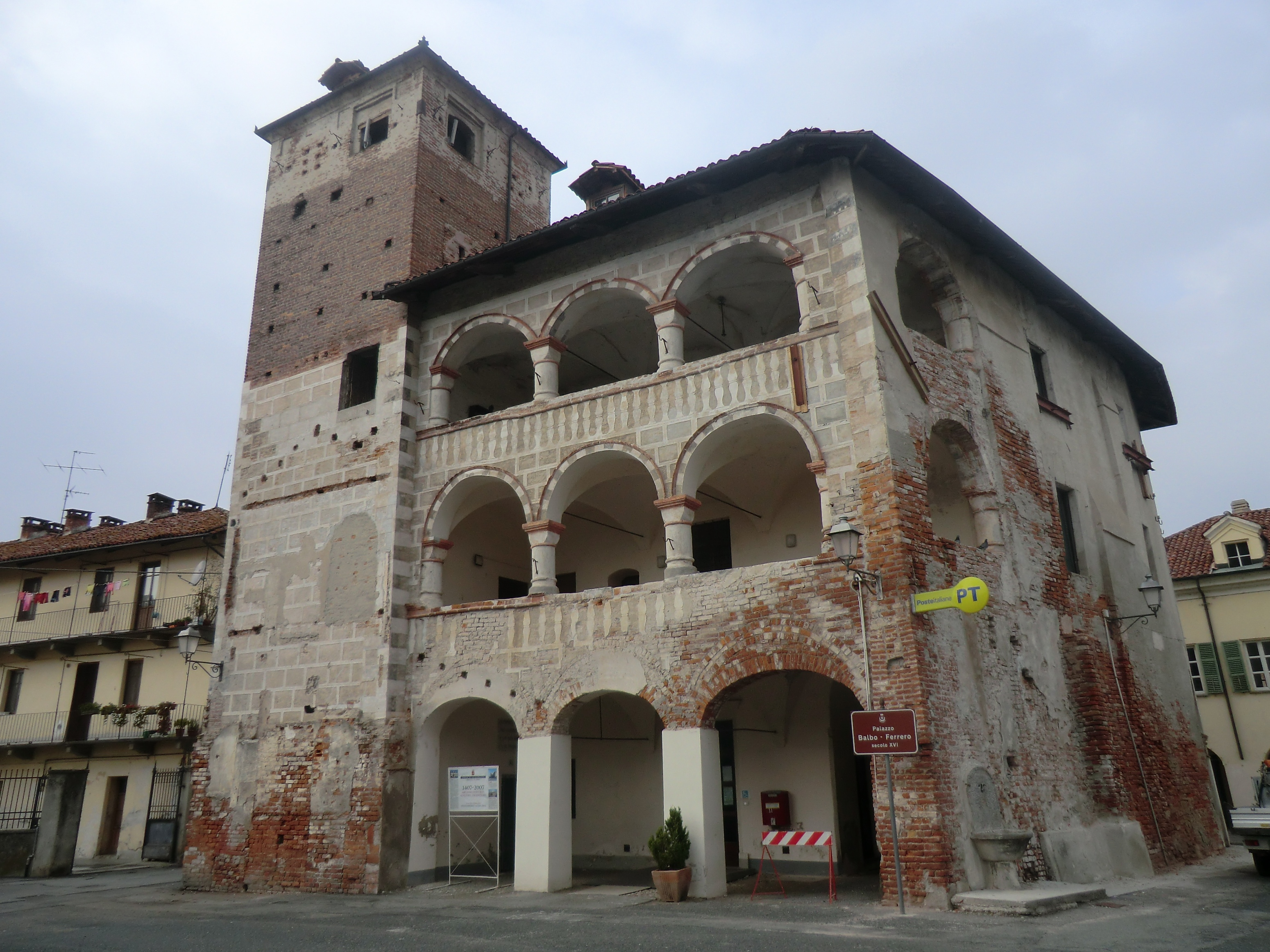
Palazzo Balbo

Der erste Teil des Toponyms leitet sich von „Caballarius“ ab, das sich aus „Caballus“, „Pferd“ und dem Suffix -ARIUS zusammensetzt und in Formeln verwendet wird, die mit dem Begriff „locus“ erstellt werden, die Bedeutung von „bestimmter Ort“ annimmt oder, wie einige Gelehrte behaupten, das eines „Zugpferdeparks“. Das zweite, nämlich „Leone“, das bereits Ende des 12. Jahrhunderts und ab dem 14. Jahrhundert häufiger vorkommt, scheint mit einem Personennamen in Zusammenhang zu stehen, der möglicherweise auf den Besitzer des Landes oder seine Familie hinweist. Der Name Cavalario Leone taucht zum ersten Mal im Jahr 1184 in einer päpstlichen Bulle auf, es ist jedoch wahrscheinlich, dass die Gründung mindestens auf das 11. Jahrhundert zurückgeht. In Urkunden des 13. Jahrhunderts erscheint jedoch auch ein weiterer Determinant, „Minor“, ‚moll‘, der der Unterscheidung des Ortes vom angrenzenden Cavallermaggiore diente. Im Jahr 1407 gewährten die Nucettos Cavallerleone verschiedene Konzessionen und Privilegien. Dieses Ereignis gilt als Geburtsurkunde der Gemeinde Cavallerleone.
Wie die umliegenden Gebiete war es im Mittelalter verschiedenen Herrschaften und feudalen Verwaltungen unterworfen. Nachdem es zur Grafschaft Auriate gehörte, unterstand es der Gerichtsbarkeit des Markgrafen von Susa und der Herren von Busca. Als es schließlich Teil des savoyischen Staates wurde, teilte es dessen Schicksal. Die jüngste Geschichte wird mit der der übrigen Region geteilt, die sich aktiv am Partisanenkampf beteiligt.
Das sehenswerte Schloss mit einem Grundriss aus dem 13. und 14. Jahrhundert, auf dessen Struktur der Palast mit Turm, Portikus und Innenhof mit verzierten Loggien und Graffiti gebaut wurde. 1995 stürzte ein Teil des Schlosses ein.  Die Pfarrkirche im Stil des späten 16. Jahrhunderts mit einem einzigen Kirchenschiff und Seitenkapellen und die Kirche Bruderschaft San Giovanni aus dem 16. Jahrhundert mit einem wertvollen barocken Glockenturm gehören zu den weiteren historischen Bauten.
Der Palazzo Balbo, allgemein bekannt als „Palazzotto“, auf der Piazza Santa Maria, war ab 1472 die Residenz der Balbo di Vinadio, Mitherren von Cavallerleone, die ihn 1650 an die Lamberti di Robilante verkauften. Sein heutiges Aussehen verdankt es den Arbeiten, die anlässlich der Hochzeit (1593) von Righino Balbo mit Bianca Ferrero di Bonavalle durchgeführt wurden. Das Gebäude umfasst in der südwestlichen Ecke einen quadratischen Turm der mittelalterlichen Schutzhütte von Cavallerleone (erste Hälfte des 13. Jahrhunderts). Die Südfront ist mit einer dreistufigen Loggia geschmückt, die ursprünglich einen umzäunten Garten überblickte, heute verschwunden. Das Zugangsportal befindet sich auf der Nordseite, mit einem Portikus im Erdgeschoss. In der Ehrenhalle im ersten Stock gibt es eine schöne Kassettendecke aus Holz, die von geformten Konsolen getragen wird und mit den Wappen der Balbos oder Parteien mit den Wappen der Balbos und der Ferreros verziert ist.
Zwischen 1886 und 1959 verfügte die Stadt über einen Bahnhof in Comba, etwa 2 Kilometer von der Stadt entfernt, an der Bahnstrecke Moretta–Cavallermaggiore.